# Witalij Giewiksman
Witalij Artiemjewicz Giewiksman (ros. Виталий Артемьевич Гевиксман, ur. 11 lutego 1924, zm. 17 stycznia 2007) – radziecki i rosyjski kompozytor. Zasłużony Działacz Sztuk Federacji Rosyjskiej (2003). 

## Życiorys
Działalność twórczą rozpoczął w 1941 roku. W 1948 roku ukończył Konserwatorium w Swierdłowsku. Od 1948 roku redaktor muzyczny Centralnego Studia Filmów Dokumentalnych (CSFD). Od 1950 roku komponował muzykę do filmów dokumentalnych i animowanych. Autor dzieł symfonicznych oraz opery Mistrz i Małgorzata. W animacji współpracował z reżyserką Aleksandrą Snieżko-Błocką.
Pochowany na Cmentarzu Mitińskim w Moskwie.

## Wybrana muzyka filmowa
- 1962: Kwitnący sad
- 1965: Rikki-Tikki-Tavi
- 1967: Bajka o złotym koguciku